# Жарлыозекский сельский округ
Жарлыозекский сельский округ — сельский округ в Коксуском районе Жетысуской области Казахстана.

## География
Входит в состав Коксуского района. Рельеф в восточной и юго-восточной части горно-возвышенный. Климат континентальный. Средние температуры января от −9 до −7 °C, июля 22—24"С. В некоторых местах температура зимой может падать до −35 °C. Годовое количество атмосферных осадков в равнинной местности составляет 150—250 мм, в горных местностях.